# 阿尔山伊尔施机场
阿尔山伊尔施机场是一座服务于内蒙古自治区兴安盟阿尔山市的民用机场。机场位于天池镇，市中心以北16.5公里附近。机场在2008年9月开工建设，总投资3.03亿人民币，机场于2011年8月28日正式通航。

## 设施
机场有一个2,400米长，45米宽的跑道，设计每年处理29万乘客。

## 航空公司和目的地
2017-2018冬春航季
| 航空公司           | 目的地             |
| ------------------ | ------------------ |
| 中国联合航空（KN） | 北京/大興、满洲里  |
| 华夏航空（G5）     | 呼和浩特、乌兰浩特 |